# Never Leave Me Alone
Never Leave Me Alone é uma canção do cantor de R&B e Hip Hop estadunidense Nate Dogg, lançada em 1996 como primeiro single de seu álbum de estreia G-Funk Classics, Vols. 1 & 2. O single foi produzido por Kurupt, e teve a produção executiva feita por Suge Knight, e tendo a participação vocal do rapper Snoop Dogg.

## Faixas
| versões |                                                                 |         |  |
| N.º     | Título                                                          | Duração |  |
| 1.      | "Never Leave Me Alone" (Versão do álbum) (Com Snoop Doggy Dogg) | 5:56    |  |
| 2.      | "Never Leave Me Alone" (Instrumental)                           | 5:40    |  |
| 3.      | "Never Leave Me Alone" (Edição de radio) (Com Snoop Doggy Dogg) | 4:57    |  |

## Desempenho nas paradas
| Pardas (1996)                                | Melhor posição |
| -------------------------------------------- | -------------- |
| Estados Unidos (Billboard Hot 100)           | 33             |
| Estados Unidos (Billboard R&B/Hip-Hop Songs) | 22             |
| Estados Unidos (Billboard Rhythmic)          | 32             |
| Nova Zelândia (Recorded Music NZ)            | 2              |